# Zagórowa (Pequeña Polonia)
Zagórowa [pronunciación en polaco: /zaɡuˈrɔva/] es un pueblo ubicado en el distrito administrativo de Gmina Trzyciąż, dentro del Condado de Olkusz, Voivodato de Pequeña Polonia, en Polonia del sur. Se encuentra aproximadamente a 5 kilómetros al sureste de Trzyciąż, a 18 kilómetros al este de Olkusz, y a 23 kilómetros al norte de la capital regional Kraków.